# Polyommatus nigromaculata
Polyommatus nigromaculata är en fjärilsart som beskrevs av Cockerell 1889. Polyommatus nigromaculata ingår i släktet Polyommatus och familjen juvelvingar. Inga underarter finns listade i Catalogue of Life.